# Johann Maria Farina gegenüber dem Jülichs-Platz
Das Unternehmen Johann Maria Farina gegenüber dem Jülichs-Platz GmbH wurde am 13. Juli 1709 als G. B. Farina in Köln gegründet und ist heute die älteste bestehende Eau-de-Cologne- und Parfüm-Fabrik der Welt. Ihr Zeichen ist eine rote Tulpe. Die Firmenbezeichnung wurde lange Zeit auch in französischer Sprache – „Jean Marie Farina vis-à-vis de la place Juliers depuis 1709“ – verwendet und oft als Farina Gegenüber abgekürzt.
Farina war privilegierter Lieferant vieler Höfe in Europa. Die Parfümfabrik wird heute von den Nachkommen des Gründers in der achten Generation fortgeführt. Stammsitz und Geburtshaus des Eau de Cologne ist das „Farina-Haus“. Dort befindet sich das Kölner Duftmuseum.

## Geschichte

### Ursprünge bis zum Tod Johann Maria Farinas (I), 1709–1766

#### Anfänge

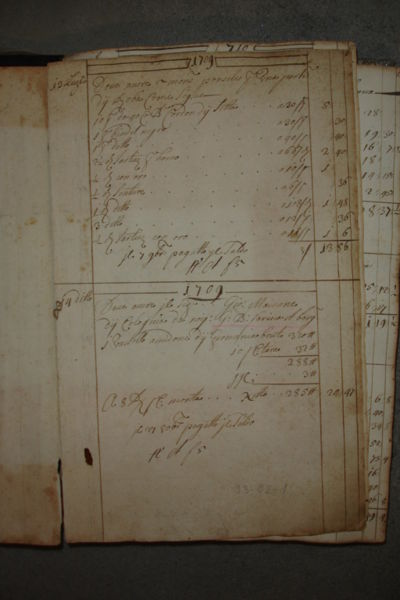
Beginn der Buchhaltung am 13. Juli im Hauptjournal 1709

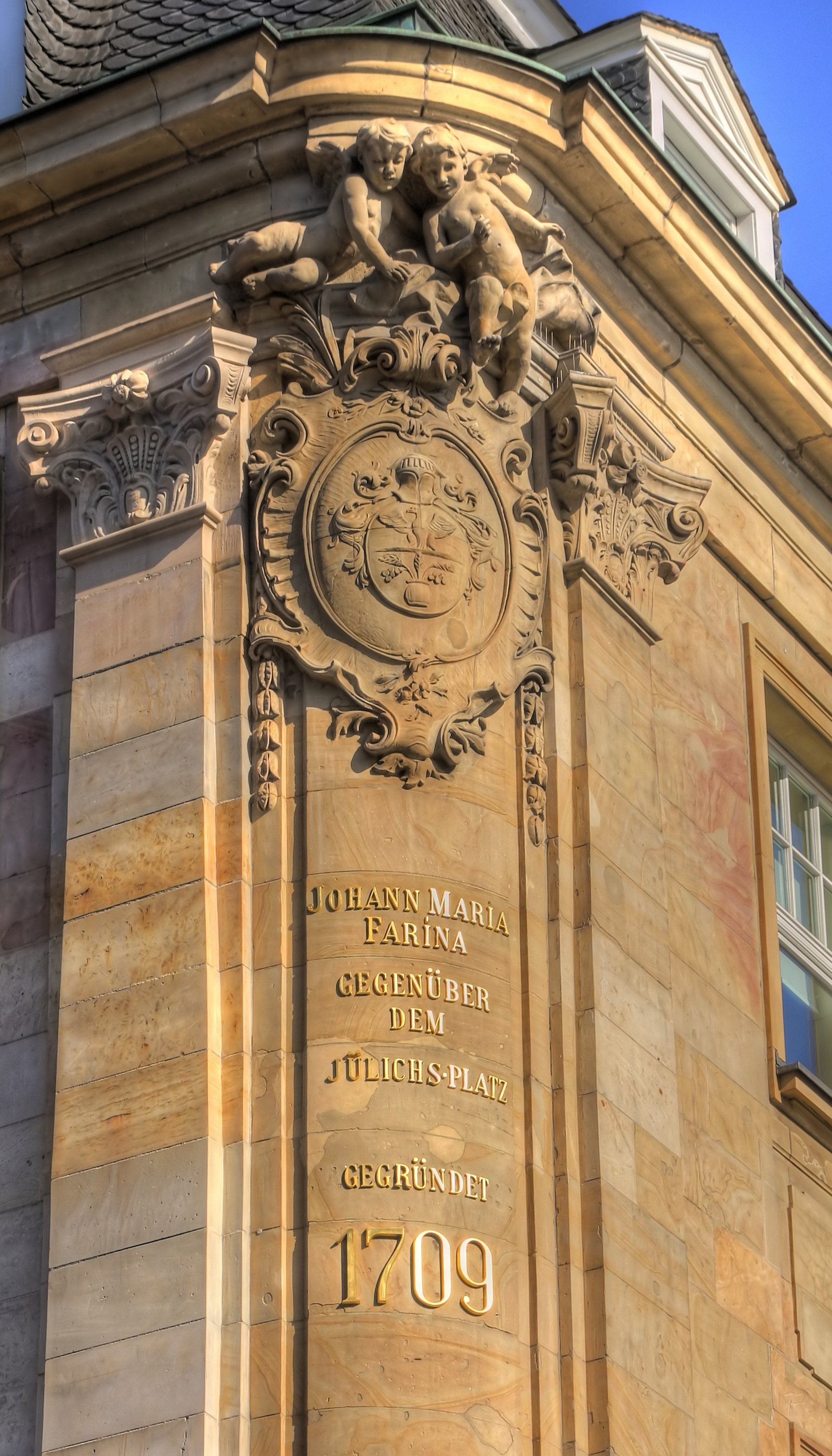
Farina-Haus

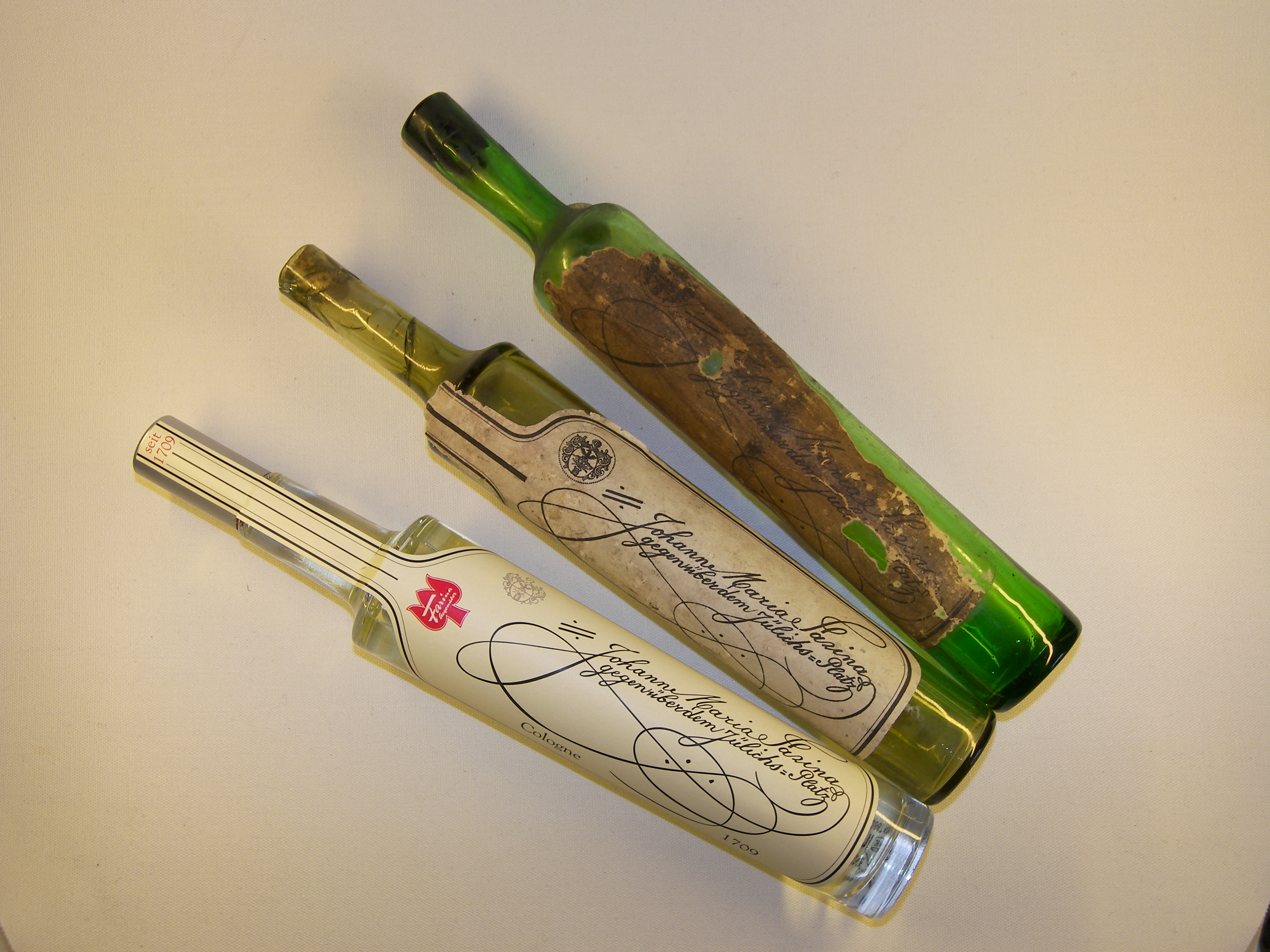
Eau de Cologne aus drei Jahrhunderten

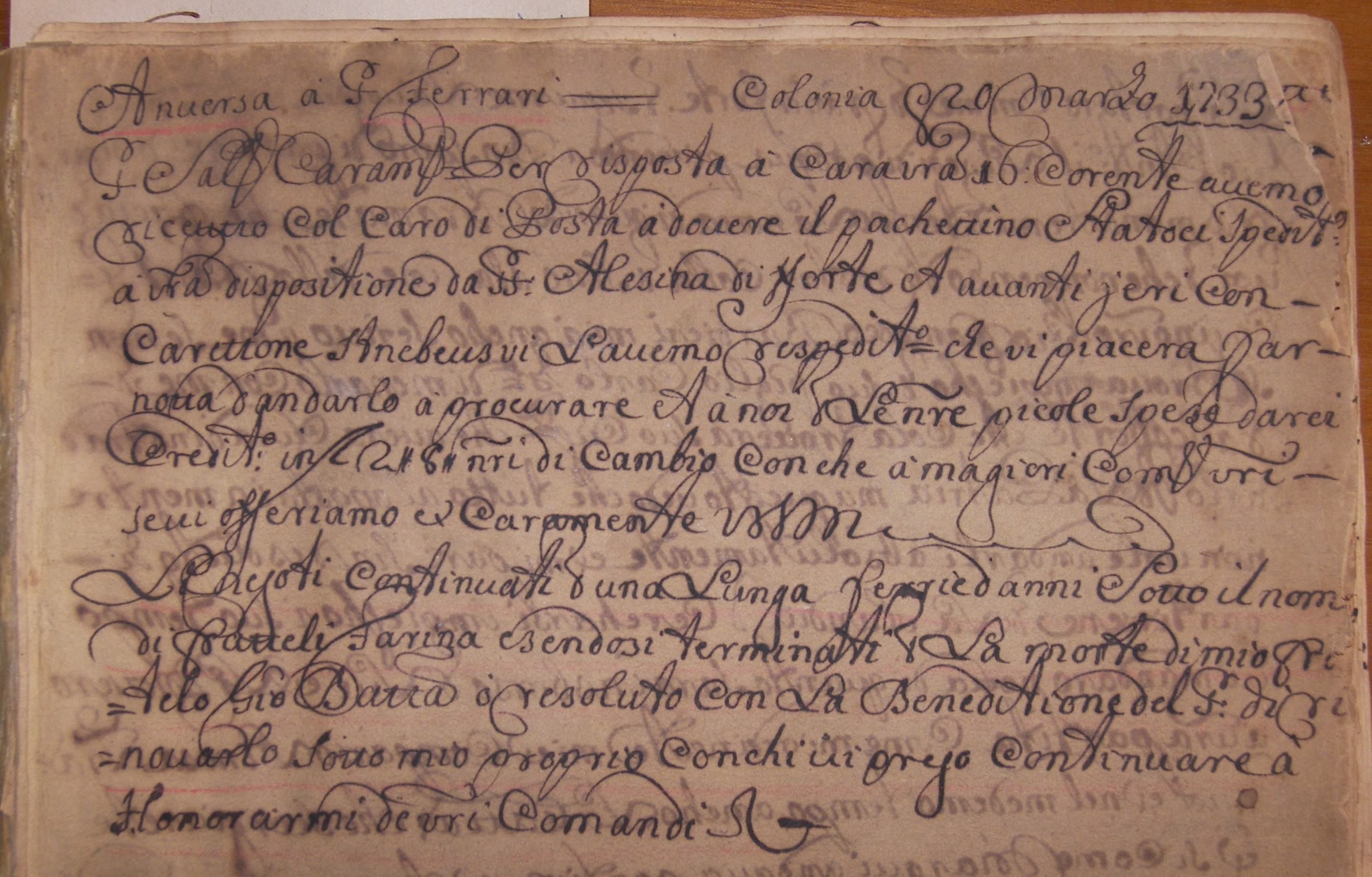
Brief von Johann Maria Farina an Ferrari, 20. März 1733

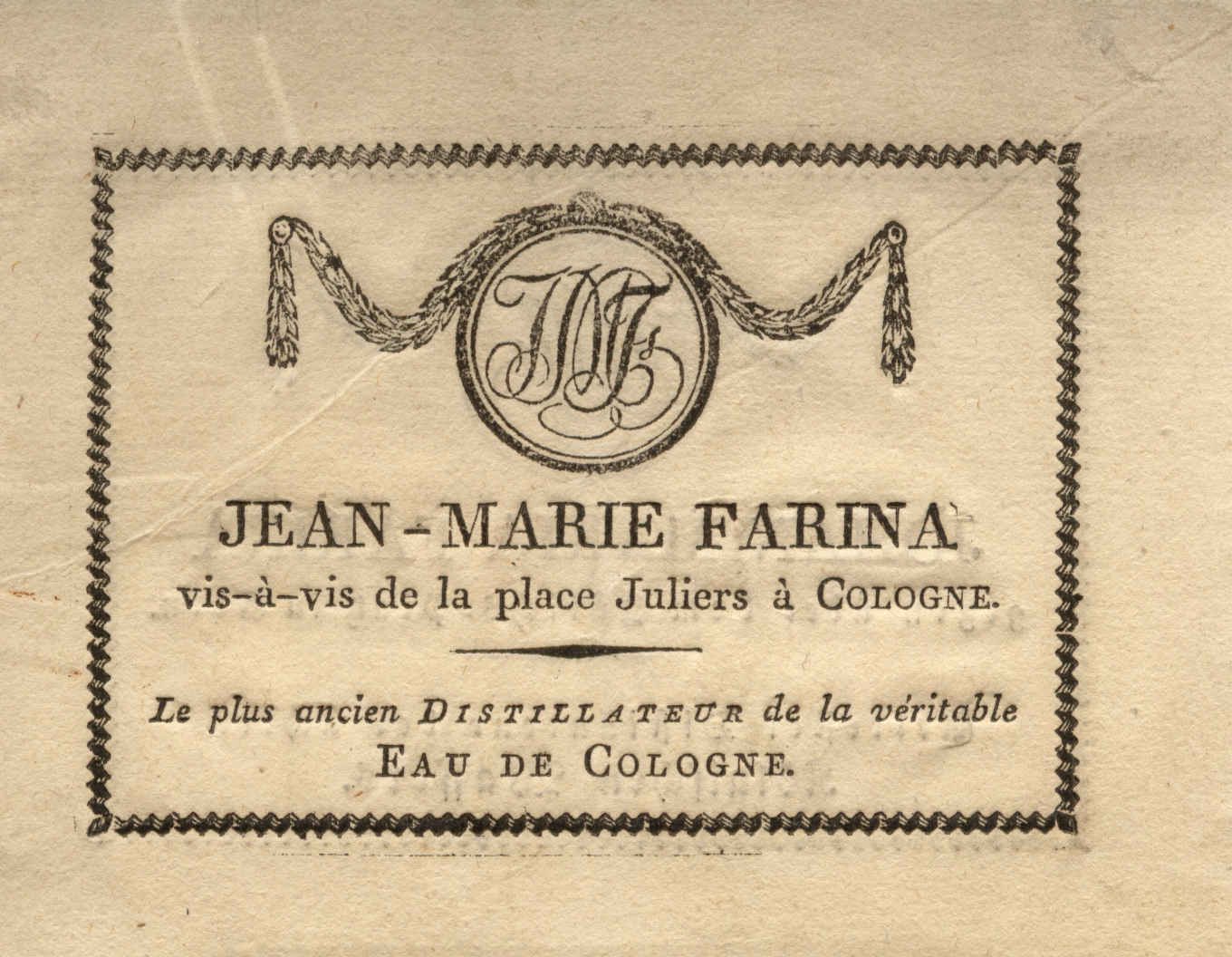
Visitenkarte von Johann Maria Farina

Die Familie Farina war ab Mitte des 15. Jahrhunderts in der kleinen italienischen Gemeinde Santa Maria Maggiore beheimatet. Die tiefe Verbundenheit mit dem von ihnen mitgegründeten Ort zeigt sich u. a. im Familiensiegel, das einen Adler und einen Mehlsack mit Ähren darstellt und noch heute den alten Wohnsitz der Familie in Santa Maria Maggiore ziert.
Im Juni 1709 kam Johann Baptist Farina (1683–1732) nach Köln, wo sein jüngerer Bruder Johann Maria Farina (1685–1766) bereits seit 1706 als Repräsentant seines Onkels in der Großen Budengasse wohnte. Köln eignete sich als Handelsstadt mit Bürgerrechten zur Niederlassung und war im damaligen, internationalen Netzwerk italienischer Händler noch nicht belegt. Am 13. Juli 1709 gründete Johann Baptist Farina (italienisch Giovanni Battista Farina) das Unternehmen G.B.Farina mit Wareneinkäufen und Beginn der Buchführung, welche fortlaufend ohne Unterbrechung bis heute fortgeführt wird. Die ersten Journaleintragungen betreffen ausschließlich Einkäufe. Am 24. Juli 1709 qualifizierte sich Johann Baptist Farina als sogenannter „Außerstädtischer“ beim Rat der Stadt Köln, dieses sogenannte kleine Bürgerrecht war die Voraussetzung, um sich als Kaufmann in Köln selbständig machen zu dürfen (Ratsprotokoll Nr. 156 mit Erlegung von 20 Reichsthalern). 
Am 1. August 1709 mietete Johann Baptist Farina (II) mit Unterstützung seines Onkels, des Maastrichter Ratsherren und Kaufmanns und seines gleichnamigen jüngeren Bruders, Johann Maria Farina (italienisch Giovanni Maria Farina), auf die Zeit von zwölf Jahren Räume „in der großen bottengassen und Goldschmidts orth“ (heute: Unter Goldschmied) in Köln. Der Verkauf begann erst nach Anmietung des Ladenlokals nach dem 1. August 1709. Das Unternehmen G.B.Farina wurde dann im Laufe des Jahres 1709 nach Aufnahme des Teilhabers und Schwagers Franz Balthasar Borgnis in „Farina & Compagnie“ umbenannt, das in den Jahren 1714 und 1716 durch den Hinzutritt seiner Brüder Johann Maria Farina (I) und Carl Hieronymus Farina in „Gebrüder Farina & Comp.“ umfirmiert wurde. Am 29. Juli 1711 erwarb Johann Baptist Farina das Große Bürgerrecht (Bürgeraufnahmebuch C658). Er qualifizierte sich als Mitglied in der Gaffel Schwartzhauß. Da Farina ein zunftfreies Gewerbe ausübte, war er nicht Mitglied einer Kölner Zunft. Die Farinas betrieben ein Geschäft mit sogenanntem „französischem Kram“ (Galanterie- und Seidenwaren wie goldene und silberne Schnüre, Bänder und Borte, seidene Strümpfe und Taschentücher, Tabaksdosen, Siegellack, Federn, Perücken, Puder und ähnliches). Sie betätigten sich damit in einer für italienische Kaufleute in Deutschland seit dem Mittelalter typischen Handelssparte. Nach dem Eintritt von Johann Maria Farina begann 1714 der Einkauf von ätherischen Ölen und anderen Duftstoffen zur Parfumherstellung, welches Johann Maria Farina vorher schon gefertigt hatte, wie seine Korrespondenz beweist.

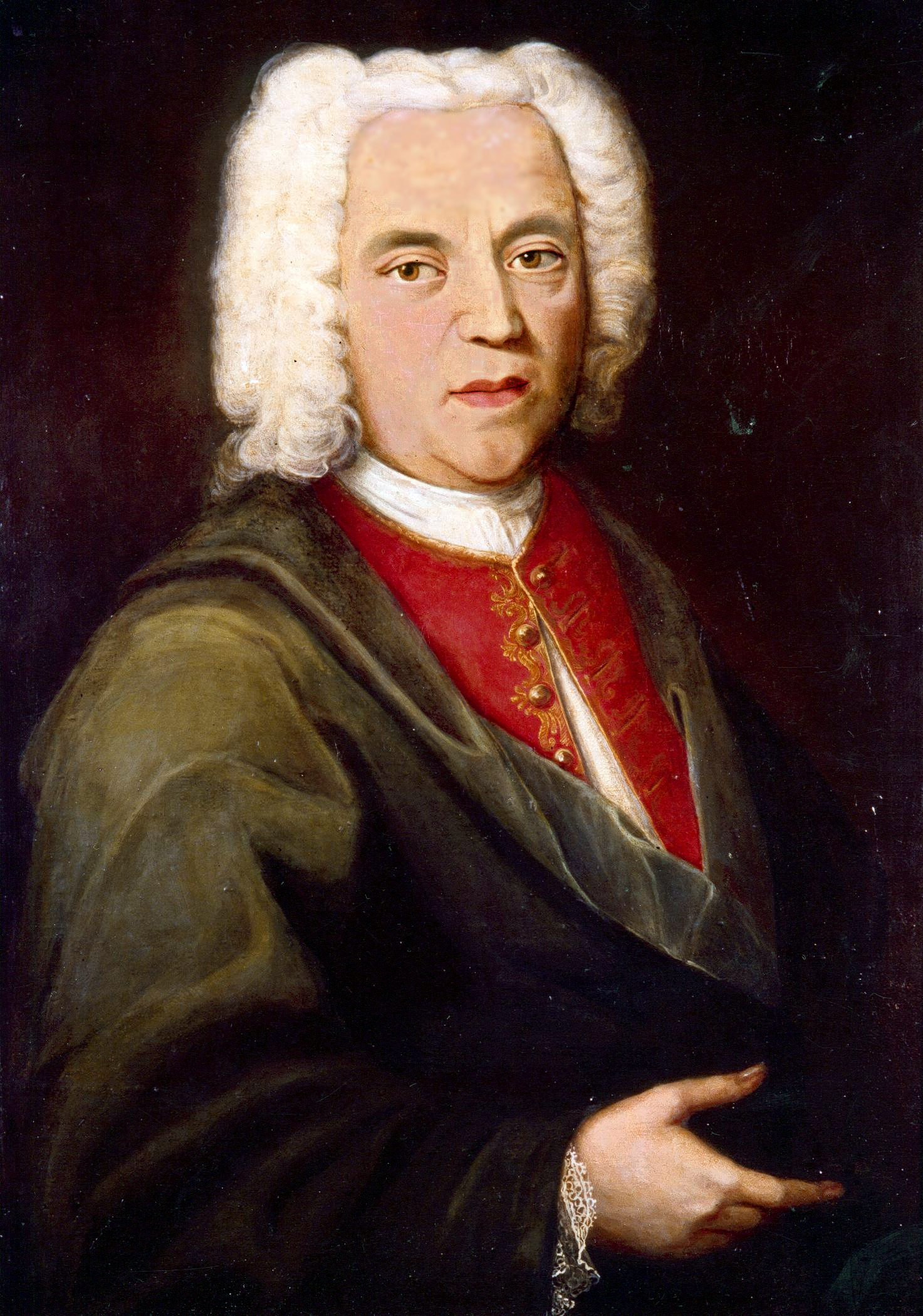
Johann Maria Farina (I), 1685–1766, zeitgenössisches Ölgemälde

Nachdem das Unternehmen „Gebrüder Farina & Comp.“ in den Jahren nach 1716 mehrfach in Zahlungsschwierigkeiten geraten war, traten Franz Balthasar Borgnis und Carl Hieronymus Farina aus dem Geschäft aus und Johann Baptist (II) und Johann Maria Farina (I) führten es unter der Bezeichnung „Fratelli Farina“ oder „les frères Farina“ (dt. Gebrüder Farina) weiter. 1718 schlossen die beiden Brüder einen Vergleich mit ihren Gläubigern. In den folgenden Jahren war das Kommissions- und Speditionsgeschäft neben dem Eigenhandel und Eigenproduktion sehr dominant, insgesamt schritt die geschäftliche Entwicklung aber kaum voran.

#### Unternehmen als „Johann Maria Farina“, ab 1. März 1733
Am 24. April 1732 starb Johann Baptist Farina (II). In den folgenden Monaten machte Johann Maria (I) eine Inventur. Er führte das Geschäft ab 1733 unter der noch heute bestehenden Bezeichnung „Johann Maria Farina“ weiter. Am 20. März 1733 schrieb er in einem Brief an Ferrari in Antwerpen:

“… Li negoti continuati d’una lunga serrie d’anni sotto il nome a di fratelli Farina esendosi terminati p la morte di mio fratelo Gio Battista o resoluto con la beneditione del Sieur di rinovarlo sotto mio proprio conchi vi prego continuare a honorarmi de vostri commandi.”

„… Da die seit langen Jahren unter dem Namen der Gebrüder Farina bestandenen Geschäftsverbindungen durch den Tod meines Bruders Johann Baptist Farina ihr Ende gefunden haben, so habe ich beschlossen, mit Gottes Hilfe die Firma unter meinem eigenen Namen weiterzuführen, und ich bitte Sie hiermit, mich fernerhin mit Ihren Aufträgen zu beehren.“

Die Lage des Unternehmens scheint sich sehr bald nach dieser Übernahme gebessert zu haben. In einem auf den 31. Mai 1733 datierten Brief an seinen Vetter Francesco Barbieri in Santa Maria Maggiore schrieb Johann Maria (I):

“… comintio avanzare in eta e si come laudato a dio che ho fatto il primo e il piu difficile fondamento di questo mio negotio che mi da pane cotidiano e che va dun giono a l’altro sempre di bene in meglio, il mio bramo col tempo sarebe di vedere in mia piaza un giovine proprio di podere continuare e reduplicarlo …”

„… Ich bin auf dem Punkt angelangt, daß die ersten schwierigen Anfänge des Geschäfts, welches mir das tägliche Brot gibt, von Tag zu Tag sich bessern. Es liegt an mir, mit der Zeit das Geschäft fortfahren und verdoppeln zu sehen …“

Zwei Jahre nachdem Johann Maria Farina (I) die alleinige Führung der Geschäfte übernommen hatte, erwarb er das große Bürgerrecht der Stadt Köln. Aus dem entsprechenden Eintrag im Bürgeraufnahmebuch geht dabei auch hervor, dass Farina das Geschäft in der Zwischenzeit an die Ecke Obenmarspforten / Jülichsplatz (ab 1815 umbenannt in Gülichsplatz) verlegt hatte, wo das Unternehmen bis heute seinen Sitz hat.
Insgesamt nahm das Unternehmen in den 1730er und 1740er Jahren einen kräftigen Aufschwung. Dieser beruhte in erster Linie auf dem von Farina betriebenen Speditionsgeschäft, während der Handel mit Duftwasser erst in den 1760er Jahren in den Vordergrund trat.

#### „Eau admirable Farina“

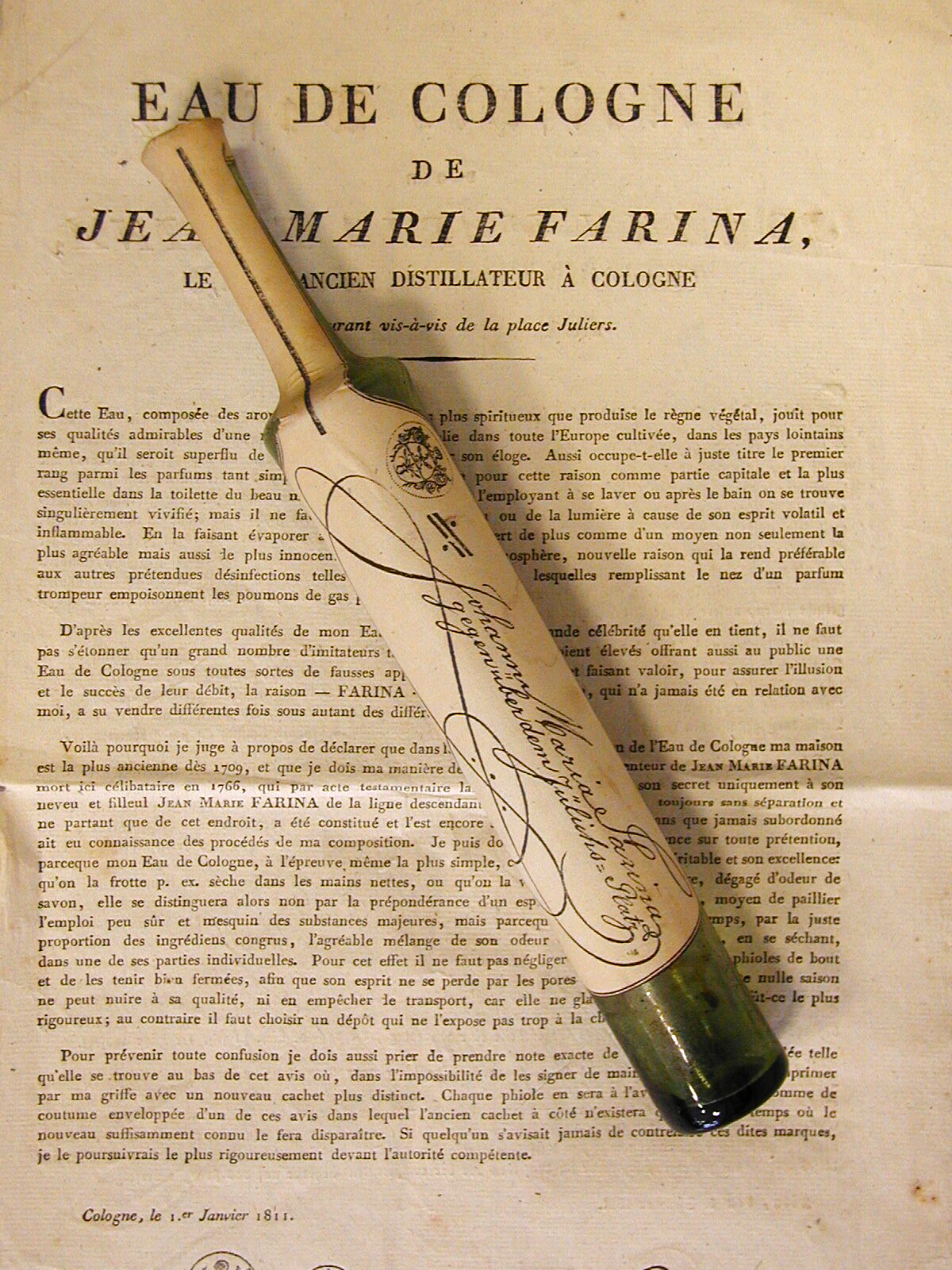
Historischer Eau-de-Cologne-Flacon des Hauses Farina; im Hintergrund ein französischsprachiger Gebrauchszettel zur Beilage von Warenlieferungen (vom 1. Januar 1811). Bei dem Behältnis handelt es sich um den „Rosoliflacon“: eine grüne, schmale und mit Korkverschluss versehene Flasche. Bis ins Jahr 1832 wurde das Eau de Cologne aus dem Hause Farina nur in diesen Rosolien vertrieben.

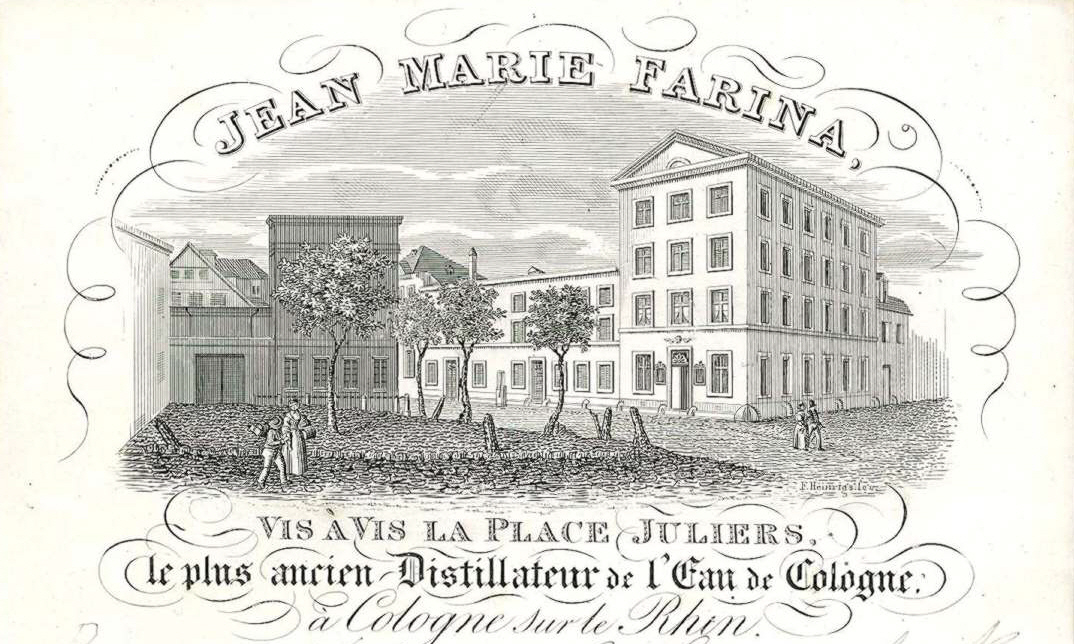
Produktionsstätte um 1800

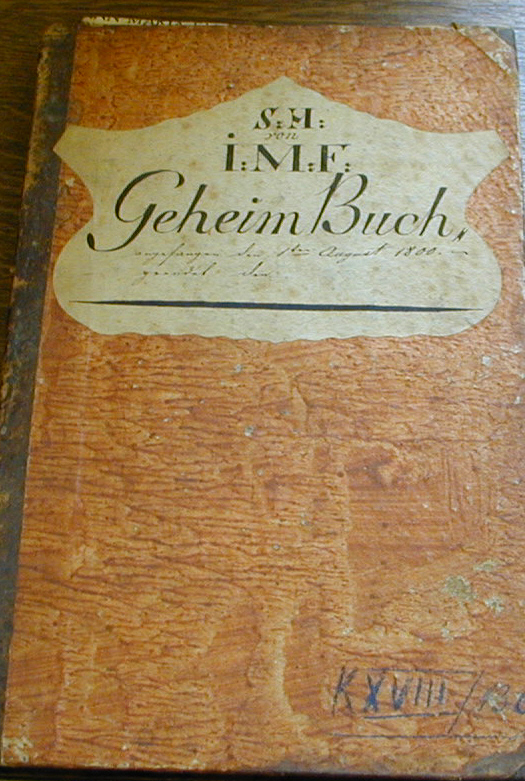
Geheimbuch von Johann Maria Farina

Schon vor seinem im Jahr 1714 erfolgten Eintritt in das Unternehmen „Farina & Compagnie“ hatte Johann Maria Farina (I) ein Duftwasser mit der Bezeichnung „Eau admirable“ hergestellt. Der Historiker Wilhelm Mönckmeier vermutet, dass das Rezept und die Fabrikation dieser Ware Johann Marias Einlage in das Geschäft seines Bruders und dessen Kompagnon war. Während der Begriff „Eau admirable“ (auch lat. „Aqua (ad)mirabilis“) ursprünglich als Oberbegriff für diverse, mit Hilfe des Destillationsverfahrens hergestellte „Wunderwässer“ diente, bediente sich Farina eines neuartigen Herstellungsverfahrens, bei dem eine Mixtur aus ätherischen Ölen in hochprozentigem Weingeist gelöst wurde. Diese Verwendung von Duftstoffen in alkoholischer Lösung war eine Innovation, die von italienischen Familien wie derjenigen Farinas nach Deutschland gebracht wurde.
Ein weiteres Novum war der Duft selbst, dessen Frische und Leichtigkeit sich deutlich von den bis dahin häufig verwendeten schweren Duftessenzen wie Zimt, Sandelholz oder Moschus abhob. Johann Maria Farina (I) schrieb 1708 an seinen Bruder Johann Baptist (II):

„Ich habe einen Duft gefunden, der mich an einen italienischen Frühlingsmorgen erinnert, an Bergnarzissen, Orangenblüten kurz nach dem Regen. Er erfrischt mich, stärkt meine Sinne und Phantasie.“

Für die Kopfnote aus Bergamotte wurden die Zitrusfrüchte grün geerntet, bevor aus ihren Schalen die Duftessenz extrahiert wurde. Die besondere Schwierigkeit bei der späteren Herstellung des Duftes lag darin, dass die Ernte jedes Jahres – wie beim Wein – je nach den klimatischen Bedingungen unterschiedliche Aromenausprägungen hervorbrachte. Der Parfümeur stand deshalb vor der Herausforderung, durch das Mischen verschiedener Essenzen für eine gleichbleibende Komposition zu sorgen. Um eine exakte Wiederholung des Duftes zu garantieren, legte Farina Rückstellproben an, von denen einige bis heute erhalten blieben.

#### „Eau de Cologne“ erobert den europäischen Markt
Johann Maria Farinas (I) Handel mit Eau admirable beschränkte sich zunächst auf den Ladenhandel in Köln und den Verkauf auf den Messen in Frankfurt am Main. Eine Versendung der Ware nach auswärts ist erstmals für das Jahr 1716 in den Briefkopierbüchern des Unternehmens belegt, als Farina zwölf Flaschen zu jeweils vier Livres an eine Madame Billy nach Aachen schickte. In den 1720er Jahren blieb der Versand mengenmäßig noch gering, die Verbreitung erstreckte sich aber bereits bis nach Paris, wohin Farina im November 1721 die erste Lieferung von 24 Flaschen schickte. In den 1730er Jahren erweiterte sich der Kundenkreis. In der Firmenhistorie registrierte Mönckemeier  für die Jahre zwischen 1730 und 1739 den Versand von rund 3.700 Flaschen an insgesamt 39 Adressen. Farina selbst erwähnte in einem Brief vom 9. August 1737 Sendungen nach Frankreich, Spanien, Portugal, England, die Niederlande, Deutschland und Italien. Insbesondere beim Adel erfreute sich das Eau admirable wachsender Beliebtheit. In einem Schreiben vom 31. August 1734 berichtete Farina dem Berliner Kaufmann Fromerey, er habe auch den preußischen König Friedrich Wilhelm beliefert. Offiziere der französischen Armee, die nach dem Ende des Polnischen Thronfolgekriegs aus dem Rheinland in ihre Heimat zurückkehrten, schufen der Ware einen Markt in Frankreich. Aus dieser Zeit datiert auch die Bezeichnung als „Eau de Cologne“, die in den Unternehmenspapieren erstmals in einem Brief Farinas an den Baron von Laxfeld in Münster vom 22. Juni 1742 auftaucht:

« Monsieur Peiffer d Bacharach me fait voir une de vous lettre par laquele vous luy demande six boutellie de Eau de Cologne. Cet ensi que on lapelle en France, mais en soie mesme cet de leau admirable, et je suis le seulle qui faie de la veritable … »

„Herr Peiffer aus Bacharach hat mir einen Ihrer Briefe gezeigt, in dem Sie ihn um sechs Flaschen des Eau de Cologne bitten. So wird es in Frankreich genannt, aber es ist dasselbe wie Eau admirable und ich bin der einzige, der das wahre herstellt …“

In den 1740er Jahren erweiterte sich der Umsatz stetig. Regelmäßige Sendungen gingen nach Rouen, Paris, Straßburg, Magdeburg, Trier, Wesel, Kleve, Lyon und Wien. Darüber hinaus verschickte Farina die Ware nach Amsterdam, Den Haag, Lüttich, Lille, Aachen, Düsseldorf, Bonn, Braunschweig, Frankfurt am Main, Leipzig, Augsburg, Stuttgart, Bamberg, Mainz und Koblenz. In einem Brief vom 9. April 1747 resümierte Farina, Eau de Cologne sei jetzt „in ganz Europa bekannt“.
Bedeutenden Aufschwung nahm der Handel mit Eau de Cologne während des Siebenjährigen Krieges. Farina belieferte Offiziere der beiden französischen Rheinarmeen, für die das Duftwasser inzwischen zu einem selbstverständlichen Ausrüstungsgegenstand neben Perücken, Puder und anderen Luxusartikeln geworden war. Die französischen Offiziere wiederum ließen das Eau-de-Cologne an ihre Frauen, Freunde und Freundinnen in der Heimat schicken. Der Anteil der französischen Kunden war so groß, dass Mönckmeier zu dem Schluss gelangt, der Eau de Cologne-Handel Farinas in den 1750er und 1760er Jahren könne fast als ein rein französisches Geschäft bezeichnet werden. Was den Umfang des Handels angeht, so beziffert Mönckmeier den Versand für die Zeit zwischen 1750 und 1759 auf 12.371 Flaschen, für die letzten sieben Jahre bis zum Tode Johann Maria Farinas (I) bereits auf 27.393 Flaschen. Als Farina 1766 starb, hatte sich der Handel mit Eau de Cologne schon fast zum Hauptgeschäft seines Unternehmens entwickelt.

#### Verpackung, Qualitätssiegel und Reklame

Im 18. Jahrhundert wurde jede Parfumflasche mit dem Familienwappen rot versiegelt, um die Echtheit der Ware zu bezeugen.

Johann Maria Farina (I) ließ sein Eau de Cologne in längliche grüne Flaschen, die sogenannten „Rosolien“ oder „Rosoliflacons“ abfüllen. Verkauft wurden ganze Rosolien mit einer Füllmenge von 8 Unzen sowie halbe zu 4 Unzen. In den 1760er Jahren kamen auch Viertelflaschen zu 2 Unzen hinzu. Am besten verkaufte sich die halbe Flasche, die Farina für 6 Reichstaler oder 9 Gulden je Dutzend anbot. Zunächst wurde die Ware flaschenweise verkauft, später versandte Farina das Duftwasser in Kistchen zu 4, 6, 8, 12, oder 18 Flaschen.
Die Echtheit der Ware wurde durch ein mit dem Familienwappen versehenes rotes Siegel bezeugt. Darüber hinaus war jeder Lieferung eine gedruckte Gebrauchsanweisung in Form eines vom Inhaber eigenhändig unterschriebenen Zettels beigefügt. Laut dieser Gebrauchsanweisung diente das Wasser nicht allein zur äußerlichen Anwendung, sondern leistete auch bei der Pflege der Zähne, der Beseitigung von Mundgeruch und der Bekämpfung ansteckender Krankheiten beste Dienste. Als eine Madame Duplessis aus Nogent im August 1785 in Köln anfragen ließ, ob die Lähmung ihres Gatten auch durch Eau de Cologne zu heilen sei, antwortete Johann Maria Farina (III), sie solle Leinen in das Wasser tauchen und die schmerzenden Stellen damit einreiben. Auch könne sie wöchentlich dreimal 50 Tropfen in das Brunnenwasser geben. „Zumindest“, so schließt das Schreiben, „riskieren Sie nicht, ihm damit irgendwie zu schaden.“ Erst im Jahr 1811 verschwand der Hinweis auf die medizinischen Wirkungen des Produktes vom Gebrauchszettel. Als Reklamemittel blieben die Zettel aber erhalten. Die eigenhändige Unterschrift des Inhabers wurde 1803 durch einen mittels Stempel aufgebrachten Namenszug ersetzt, was es ermöglichte, jeder einzelnen Flasche einen Zettel beizugeben.

### Unternehmen unter Johann Maria Farina (III), 1766–1792

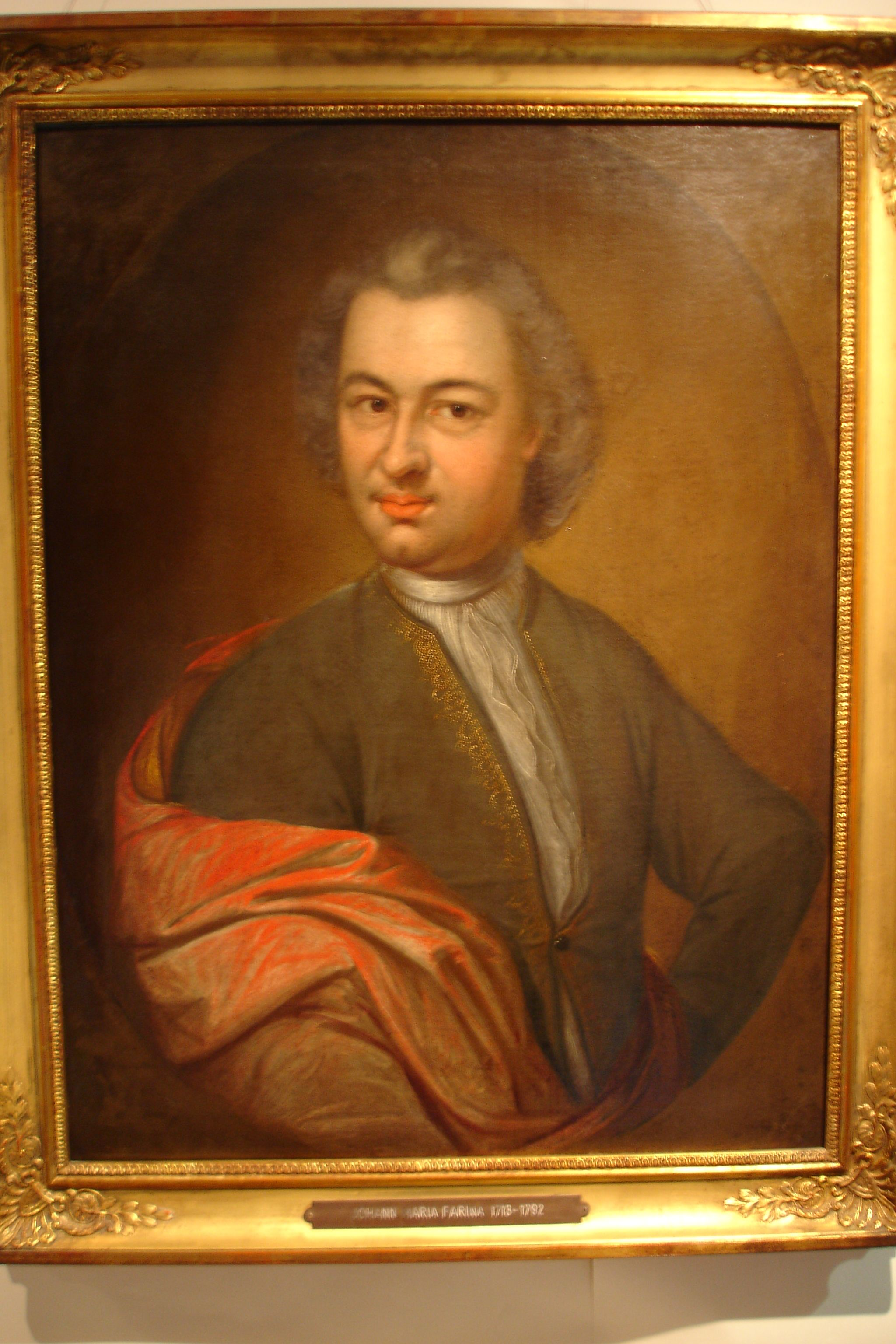
Johann Maria Farina III. (1713–1792)

Nach dem Tode Johann Maria Farinas (I) im Jahr 1766 übernahm sein Neffe Johann Maria Farina (III), ein Sohn des Firmengründers Johann Baptist Farina, die Führung der Geschäfte. Der Onkel hatte ihn 1733 nach dem Tode seines Vaters zu sich als Lehrling genommen; dann hatten die beiden sich aber verkracht und Johann Maria Farina (III) war als Soldat in niederländische Dienste getreten. Um 1747 kehrte er wieder nach Köln zurück und arbeitete zunächst als Angestellter seines Onkels. Ab 1749 betrieb er einen eigenen Ladenhandel und eine Schokoladenfabrik. Nebenher verkaufte er das Eau de Cologne seines Onkels nach Düsseldorf, wohin dessen Bruder Carl Hieronymus Farina nach seinem Ausscheiden aus dem Unternehmen „Gebrüder Farina & Comp.“ im Jahr 1717 übersiedelt war. Mönckmeier vermutet, dass Johann Maria Farina (III) als künftiger Erbe auch schon zu Lebzeiten Johann Maria Farinas (I) bei der Fabrikation des Duftwassers hinzugezogen wurde.
Da Johann Maria Farina (III) die Eau de Cologne-Fabrikation, das Laden-, Kommissions- und Speditionsgeschäft sowie die Schokoladenfabrik nach dem Tod seines Onkels nicht ohne fremde Hilfe fortführen konnte, nahm er Carl Anton Zanoli, einen Angestellten seines Onkels, als Teilhaber hinzu. Zanoli, der seit 1747 im Hause Farina arbeitete, brachte seine Erfahrung im Kommissions- und Speditionshandel ein, wurde aber nicht in die Geheimnisse der Eau de Cologne-Fabrikation eingeweiht. Er war am Gewinn beteiligt, nach außen hin blieb die auf sechs Jahre geschlossene Abmachung zwischen Farina und Zanoli aber geheim. In der weiteren Unternehmensgeschichte kam die Beteiligung eines nicht zur Familie gehörenden Geschäftspartners nicht wieder vor; für die Entwicklung des Hauses misst Mönckmeier ihr keine besondere Bedeutung zu.
Nach der Trennung von Zanoli wandte sich Farina (III) verstärkt dem Eau de Cologne-Handel zu. Das Geschäftsjournal weist für die zehn Jahre zwischen 1767 und 1776 ein starkes Wachstum im Bereich der Warenversendungen nach auswärts aus:
| Jahr | Menge (in Flaschen) Preis durchschnittlich 1 Reichsthaler |
| ---- | --------------------------------------------------------- |
| 1767 | 3072                                                      |
| 1768 | 3828                                                      |
| 1769 | 2556                                                      |
| 1770 | 2940                                                      |
| 1771 | 3492                                                      |
| 1772 | 5232                                                      |
| 1773 | 6156                                                      |
| 1774 | 6036                                                      |
| 1775 | 6684                                                      |
| 1776 | 7692                                                      |

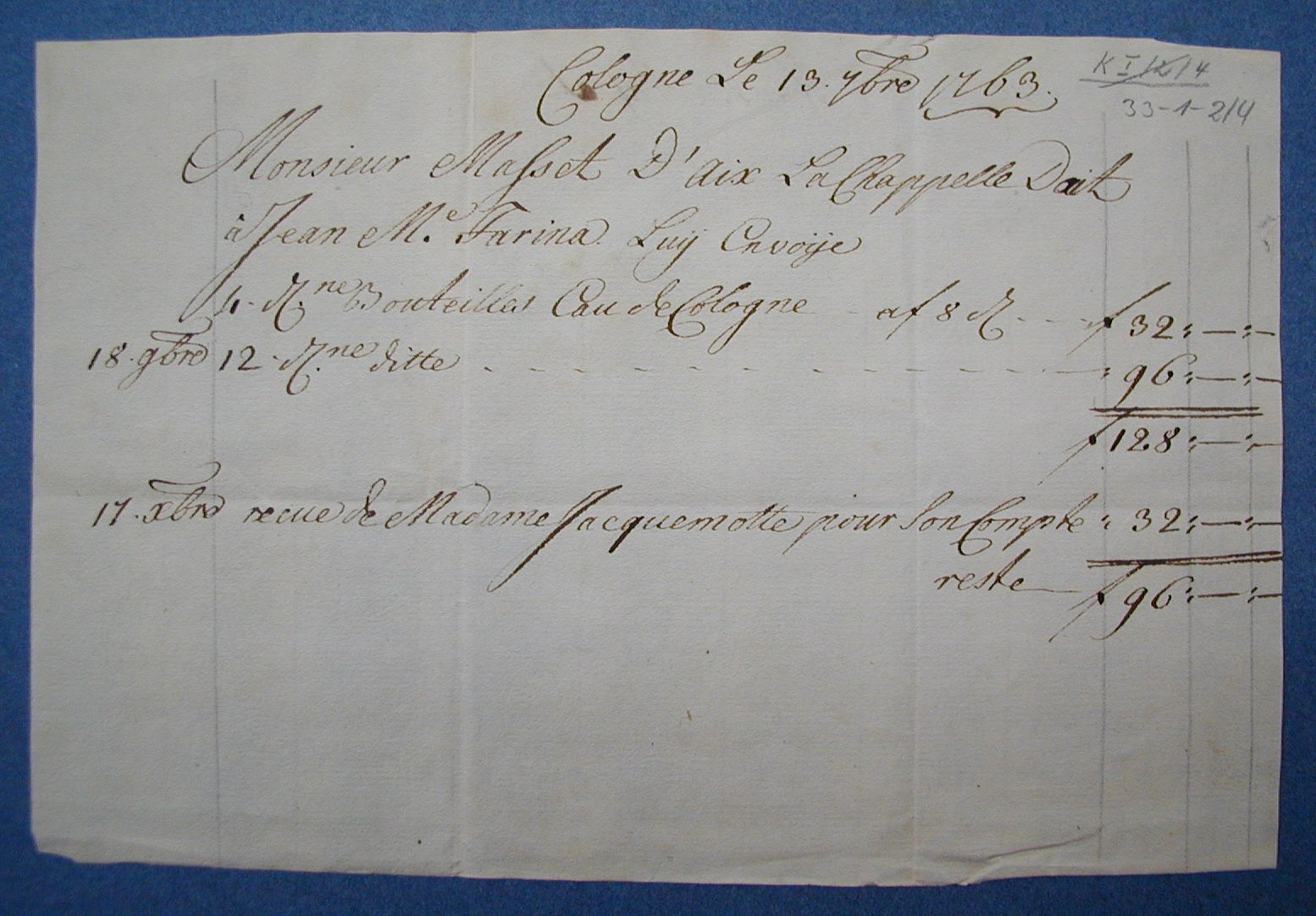
Französischsprachige Verkaufsrechnung für einen Aachener Kunden aus dem Jahr 1763

Die geografische Ausdehnung des Absatzes von Farina selbst erstreckte sich über ganz Europa, wobei Frankreich weiterhin den ersten Rang einnahm. Auf welche Weise die Adressaten der Sendungen das Eau de Cologne ihrerseits weiterverbreiteten, ist aus den vorliegenden Quellen nicht ablesbar, es ist aber anzunehmen, dass das Duftwasser insbesondere durch die großen Kommissionshäuser in den Hafenstädten einen viel weiteren Kundenkreis erreichte. Ein erster Direktversand von Eau de Cologne nach Indien ist für das Jahr 1776 belegt. Ende der 1780er Jahre gab Farina seine übrigen Geschäftssparten gänzlich zugunsten des Eau de Cologne-Handels und der Schokoladenfabrikation auf.
Als Johann Maria Farina (III) am 30. Juni 1792 starb, hatte er keine Regelung über die Fortführung des Unternehmens getroffen. Dadurch, dass das Geschäft in die Hände seiner Frau und seiner Söhne überging, endete auch die Zeit, in der ein Einzelner die Geschicke des Unternehmens geführt hatte.

### Entwicklung 1792–1914
Die Geschäftsführung übernahmen ab 1800 Johann Baptist Farina (IV), Johann Maria Farina (V) und Carl Anton Farina (VI).
Vom 13. bis 17. September 1804 besuchte Kaiser Napoleon mit seiner Frau Köln. Sein 1. Kammerdiener Constant notiert dazu in seinem Tagebuch: „als wir Köln verließen, hatten wir uns alle viel Eau de Cologne von Johann Maria Farina gekauft. Ich hatte nur die ausreichende Menge für die Reise behalten und den Rest ließ ich verpacken.“
Das Unternehmen wurde 1872 zum k.u.k. Hoflieferanten für Eau de Cologne erhoben.
Die geschäftsführenden Teilhaber Johann Maria Friedrich Carl Heimann, Alexander Mumm von Schwarzenstein und Johann Maria Heimann richteten 1909 die Feierlichkeiten des 200-jährigen Geschäftsjubiläums aus.

### Von 1914 bis heute
1925 entstand hier der Russisch Leder genannte Herrenduft, inspiriert von dem hochwertigen Leder aus Russland. Der Name wurde 1934 eingedeutscht zu Juchten, aus Eau de Cologne wurde zeitgleich Kölnisch Wasser. Der Name Russisch Leder wurde 1967 wiederbelebt. Beworben wurde er mit Geborgen in den Armen der Männlichkeit.
1927 wurde die Firma Doetsch Grether & Cie in Basel Generalvertreter von Farina in der Schweiz. Der Absatz ins weitere Ausland wurde ferner bis 1930 von der niederländischen Gesellschaft übernommen. 1943 übernahm Doetsch, Grether & Cie treuhänderisch den Export von Farina, um weiter in Länder liefern zu können, die nicht direkt von Deutschland aus zugänglich waren. So konnten auch während des Zweiten Weltkrieges Stammkunden wie Thomas Mann und Marlene Dietrich weiter Farina Eau de Cologne beziehen. Außerdem wurden damit die notwendigen Devisen erwirtschaftet, um weiter Essenzen im Ausland einkaufen zu können.
Die in direkter Linie vom Gründer abstammende Marianne Langen, geborene Heimann, und ihr Ehemann, Victor Langen, zahlten 1959 die Miteigentümer von Farina Gegenüber aus und übernahmen damit alle Anteile. Sie verkauften die in Köln von dem Kaufmann Rudolf Erhard Gerstner (* 1923) seit 1961 geführte Firma 1975 an den französischen Parfüm- und Luxusseifenhersteller Roger & Gallet. Nachdem dieser 1979 von Elf Aquitaine übernommen worden war, übernahm 1981 Doetsch, Grether & Cie in Basel Farina Gegenüber. Seit 1999 hält die Familie Farina wieder alle Anteile der Firma in Köln. 2003 eröffnete Farina das Duftmuseum im Farina-Haus.

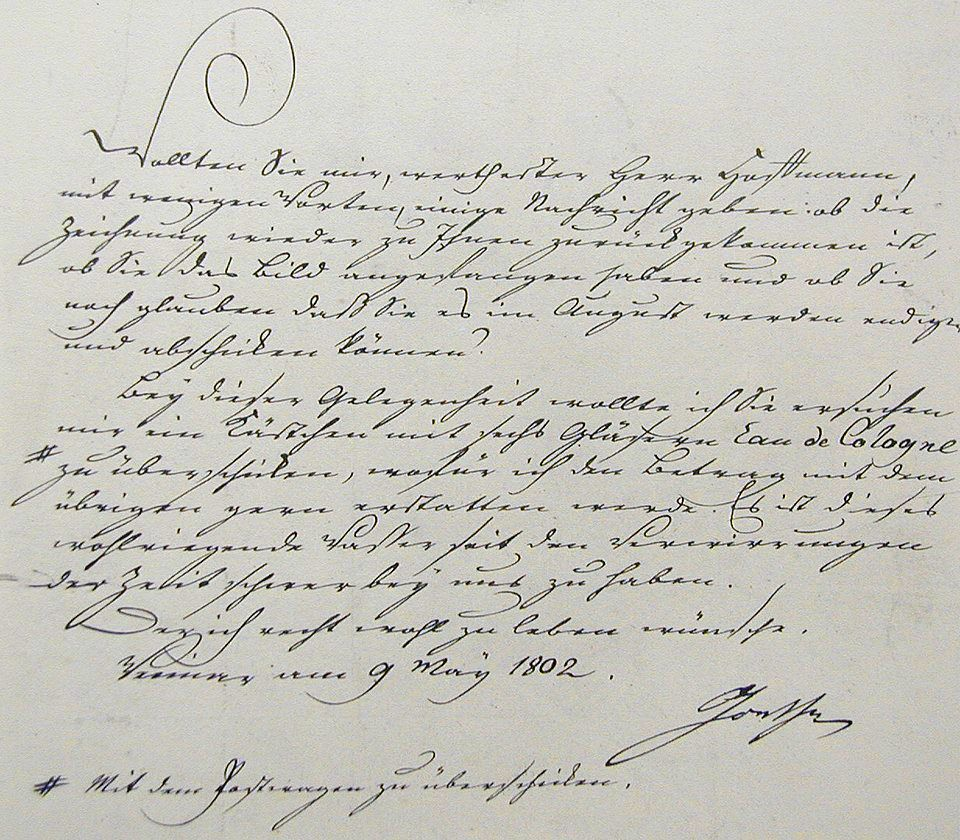
Goethe-Brief vom 9. Mai 1802 an den Maler Hoffmann in Köln: Bey dieser Gelegenheit wollte ich Sie ersuchen, mir ein Kästchen mit 6 Gläsern Eau de Cologne zu überschicken, wofür ich den Betrag mit dem übrigen gerne erstatten werde. Am 22. Mai 1802 schickte Hoffmann die bei Farina gekaufte Eau de Cologne an Goethe nach Weimar.

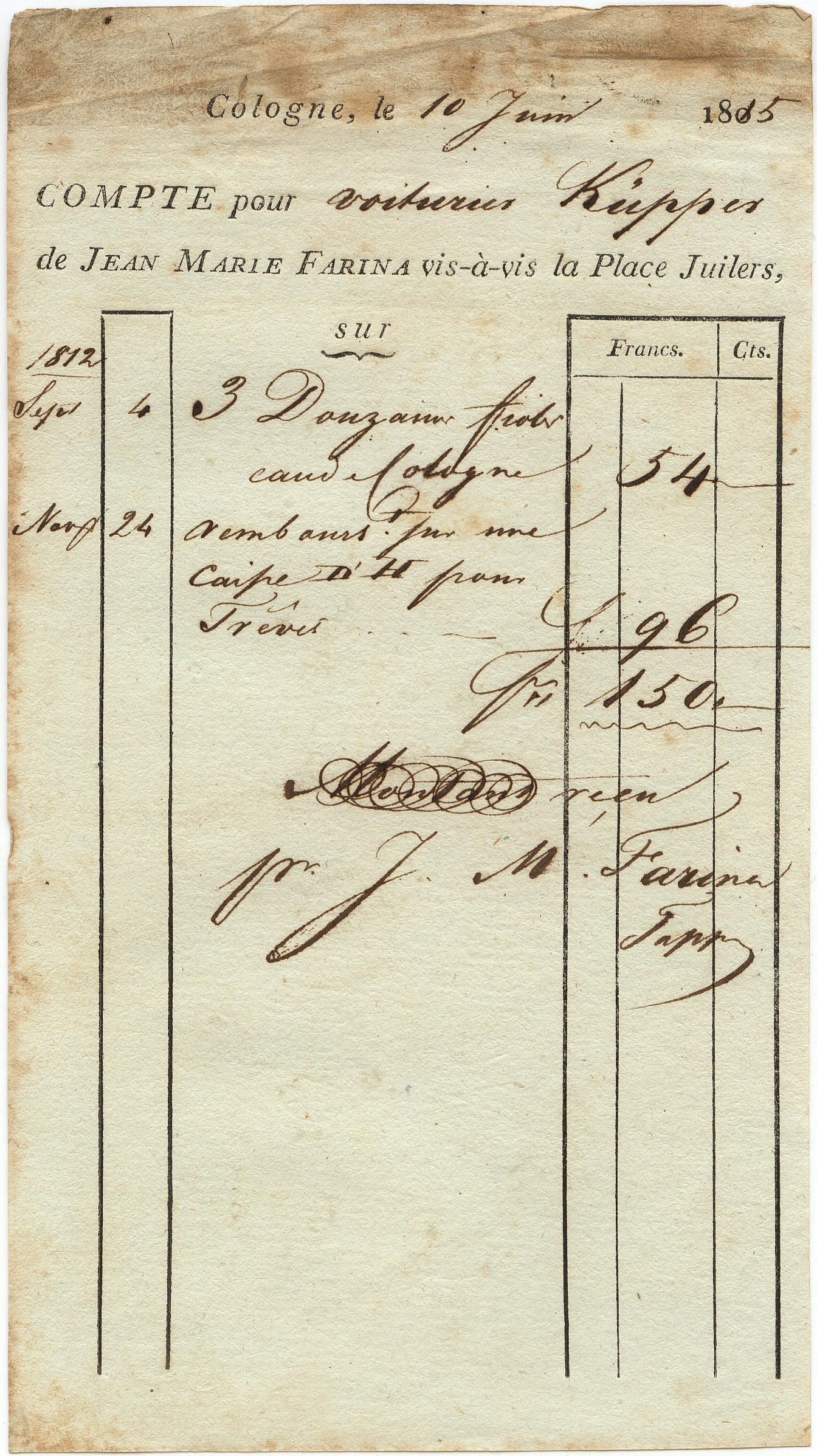
Ausgangsrechnung vom 10. Juni 1815

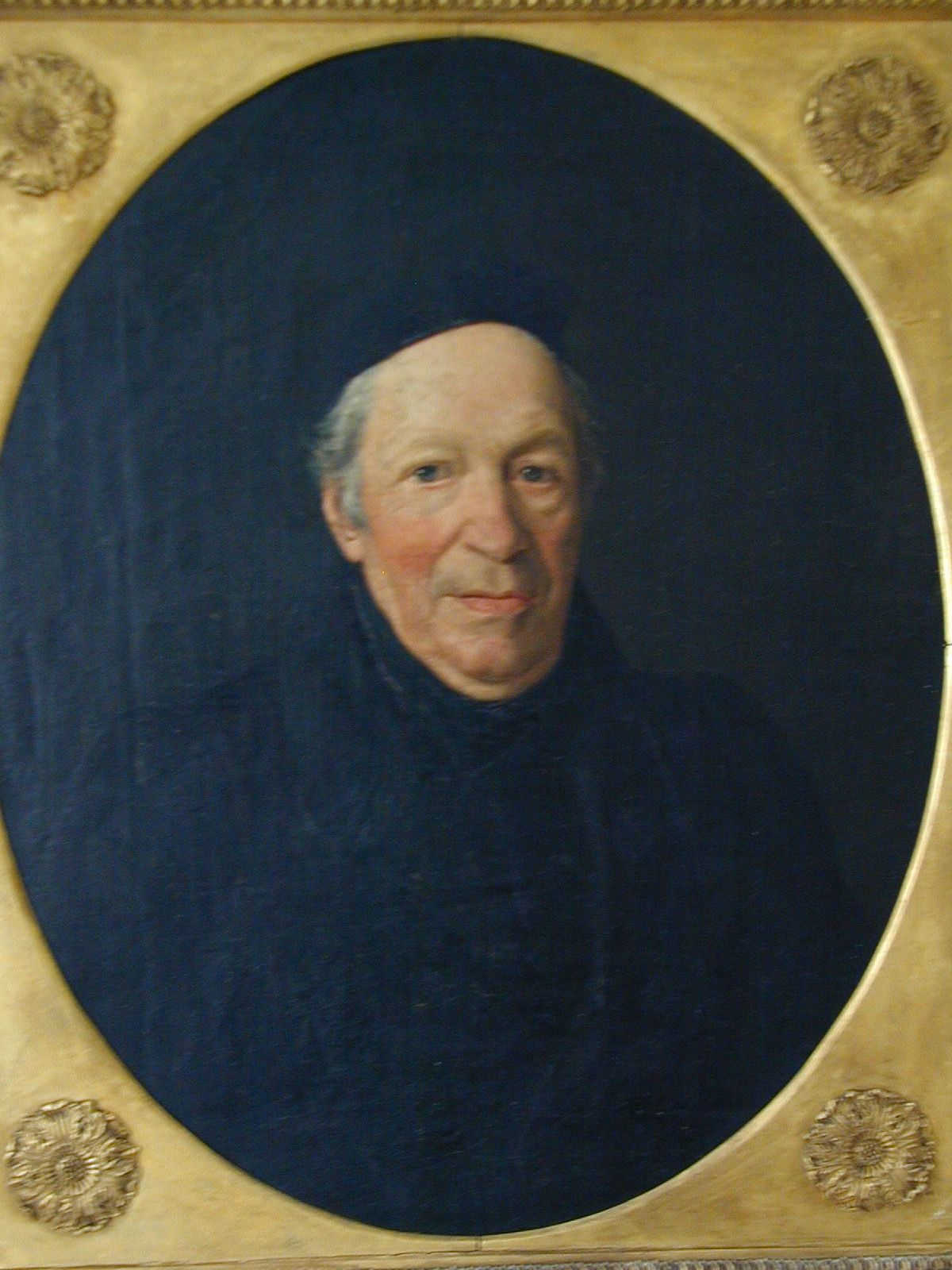
Johann Baptist Farina IV 1758–1844, (Gemälde von Simon Meister 1836)

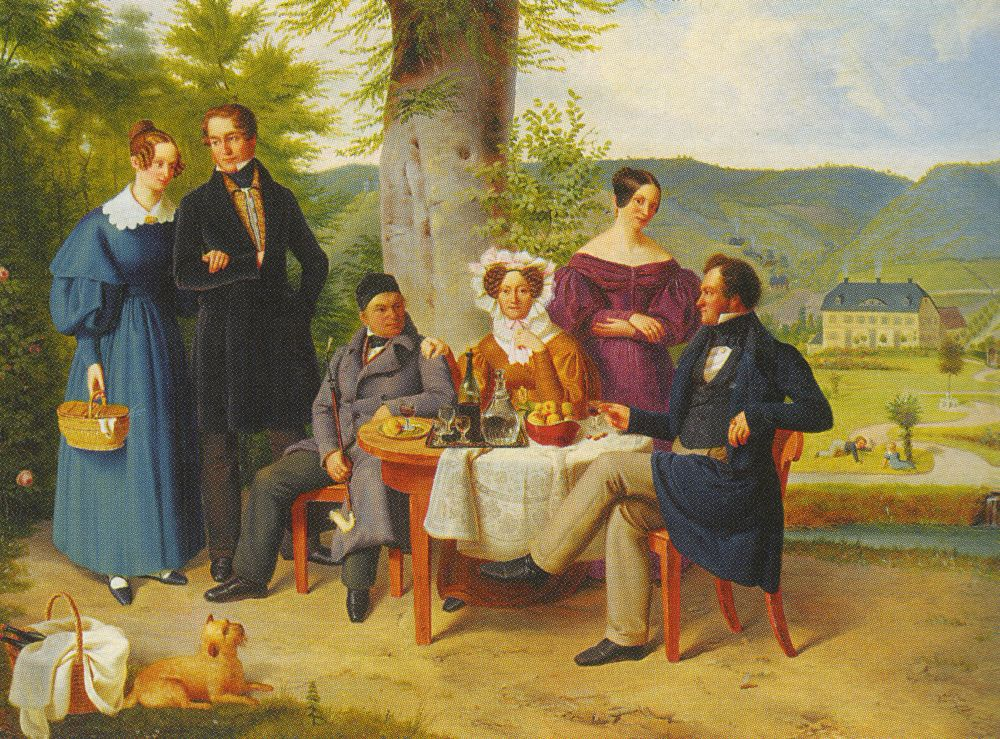
Carl Anton Farina VI 1770–1850, Johann Maria Farina VIII 1809–1880, (Gemälde von Heinrich von Rustige 1837)

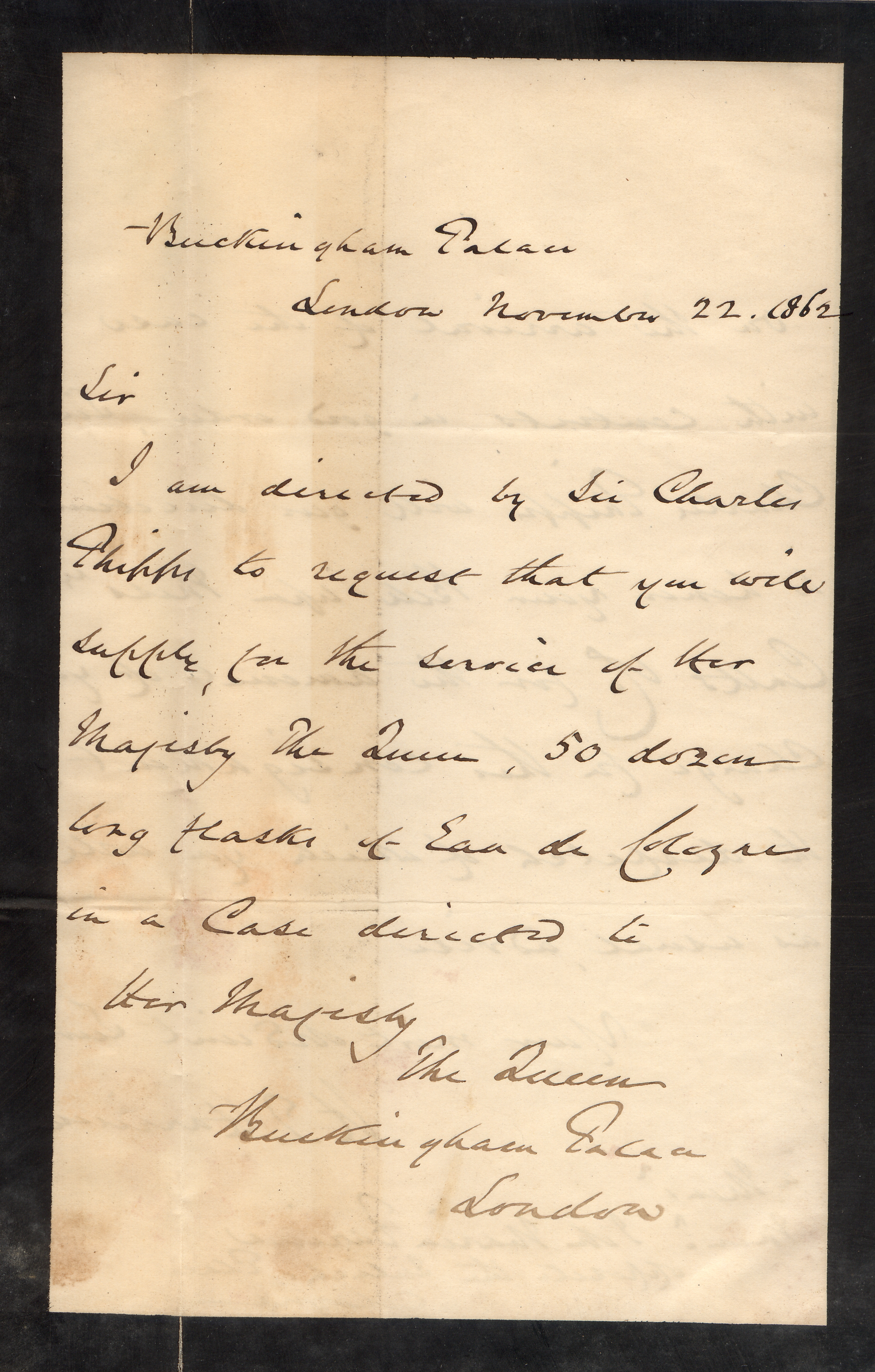
Bestellung von Queen Victoria über 600 lange Flaschen Eau de Cologne bei Farina 1862

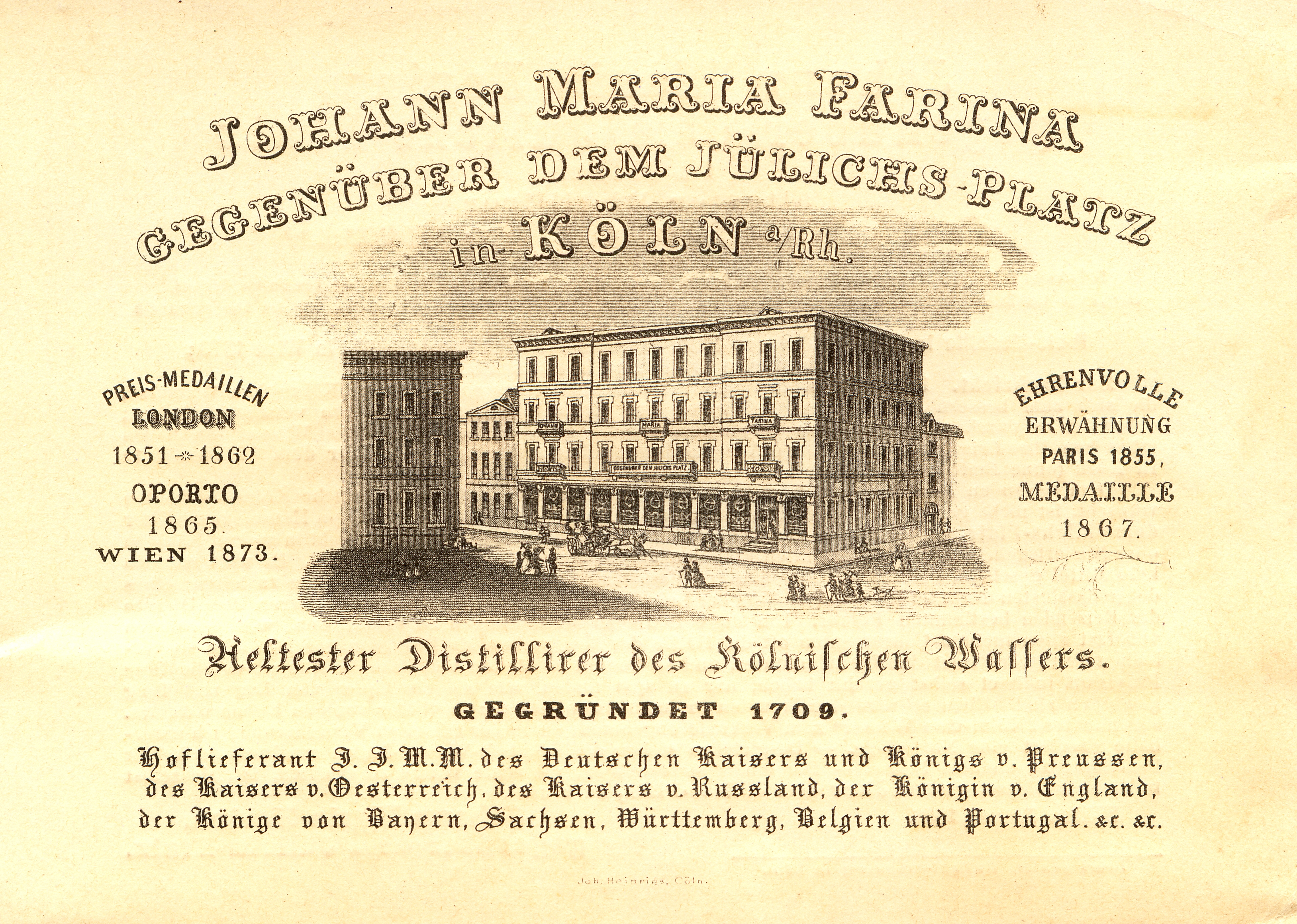
Farina-Haus 1888

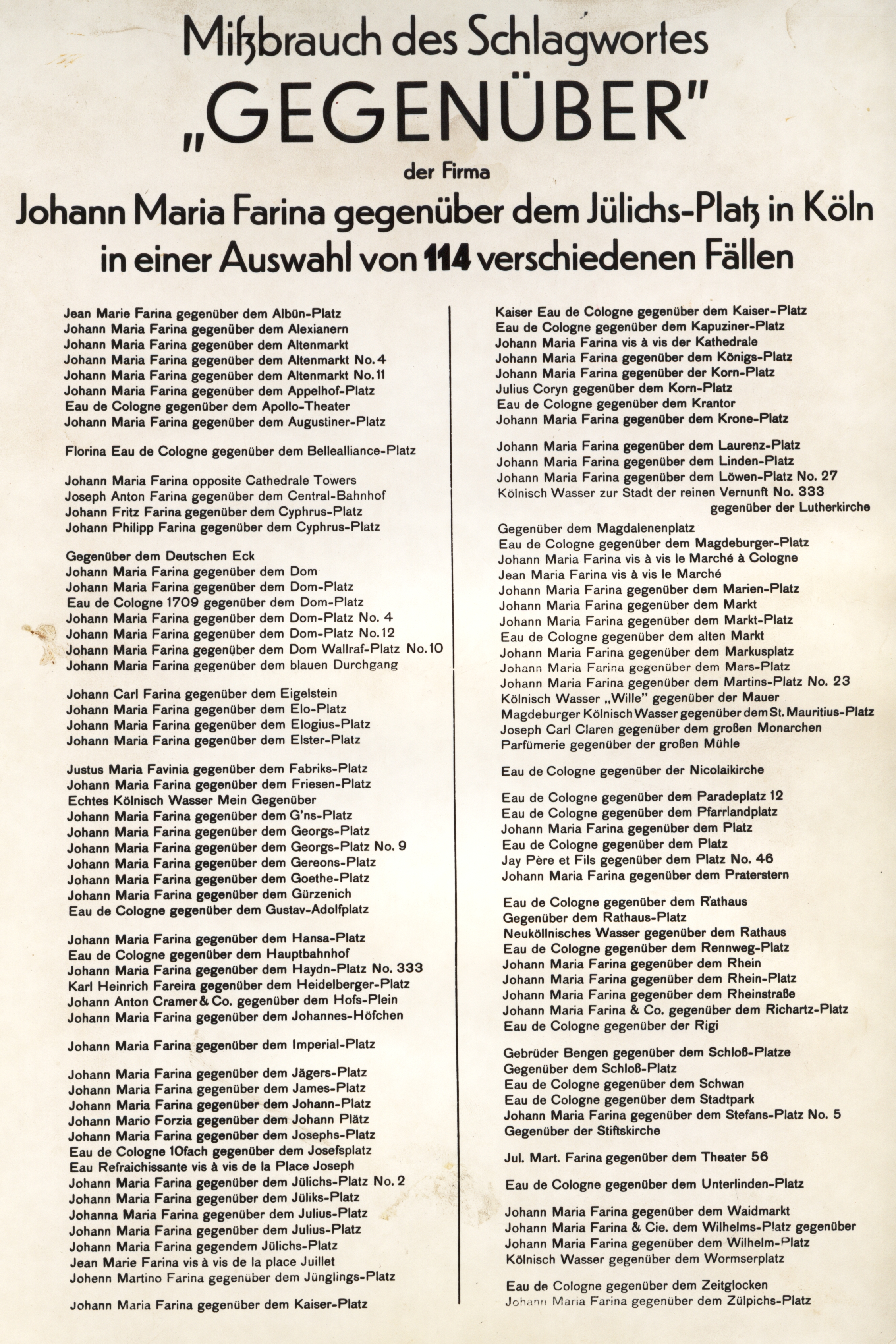
114 Nachahmungen von Farina Gegenüber aus dem Jahre 1925

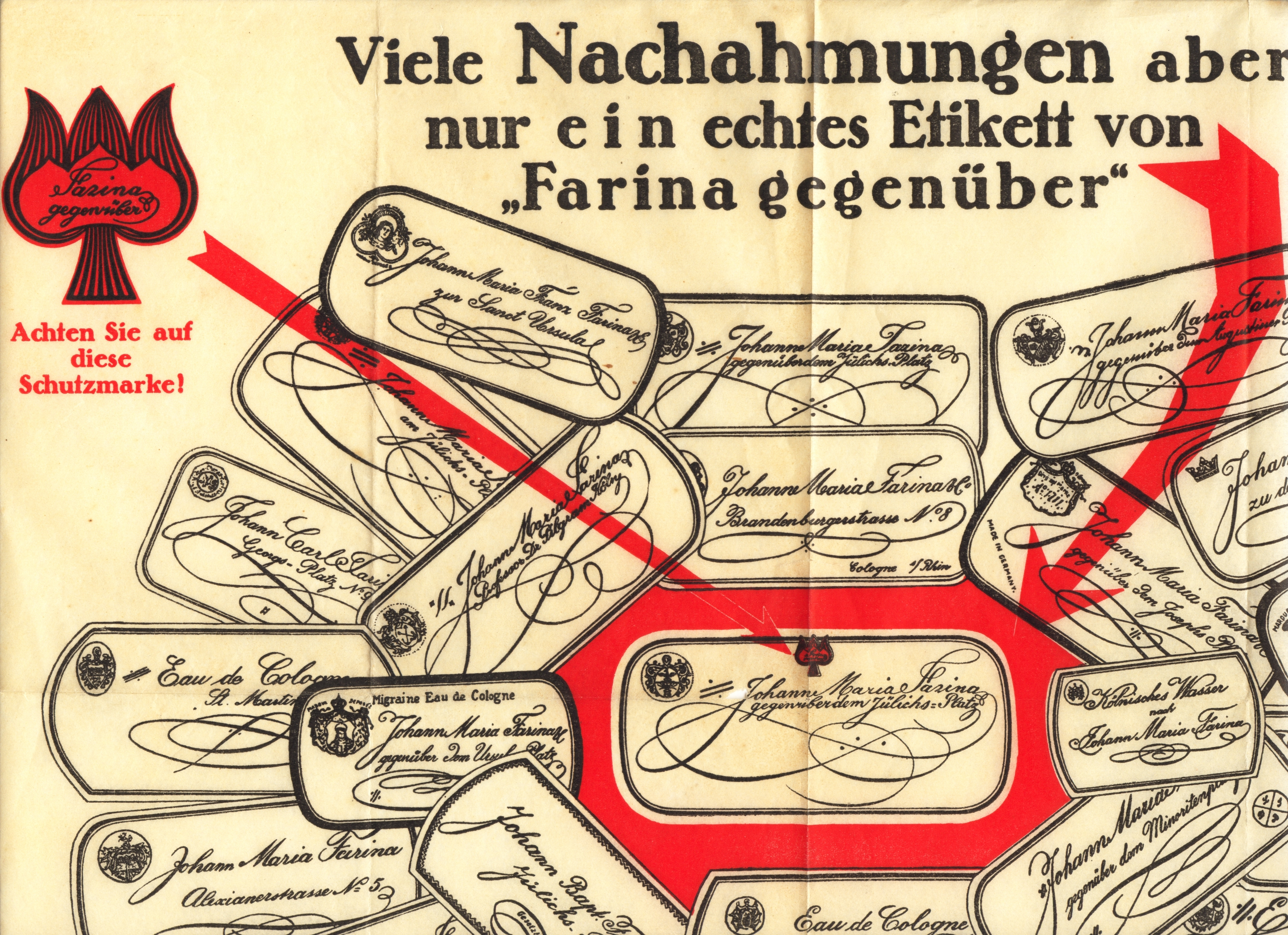
Farinaetiketten von Nachahmungen aus dem Jahre 1926

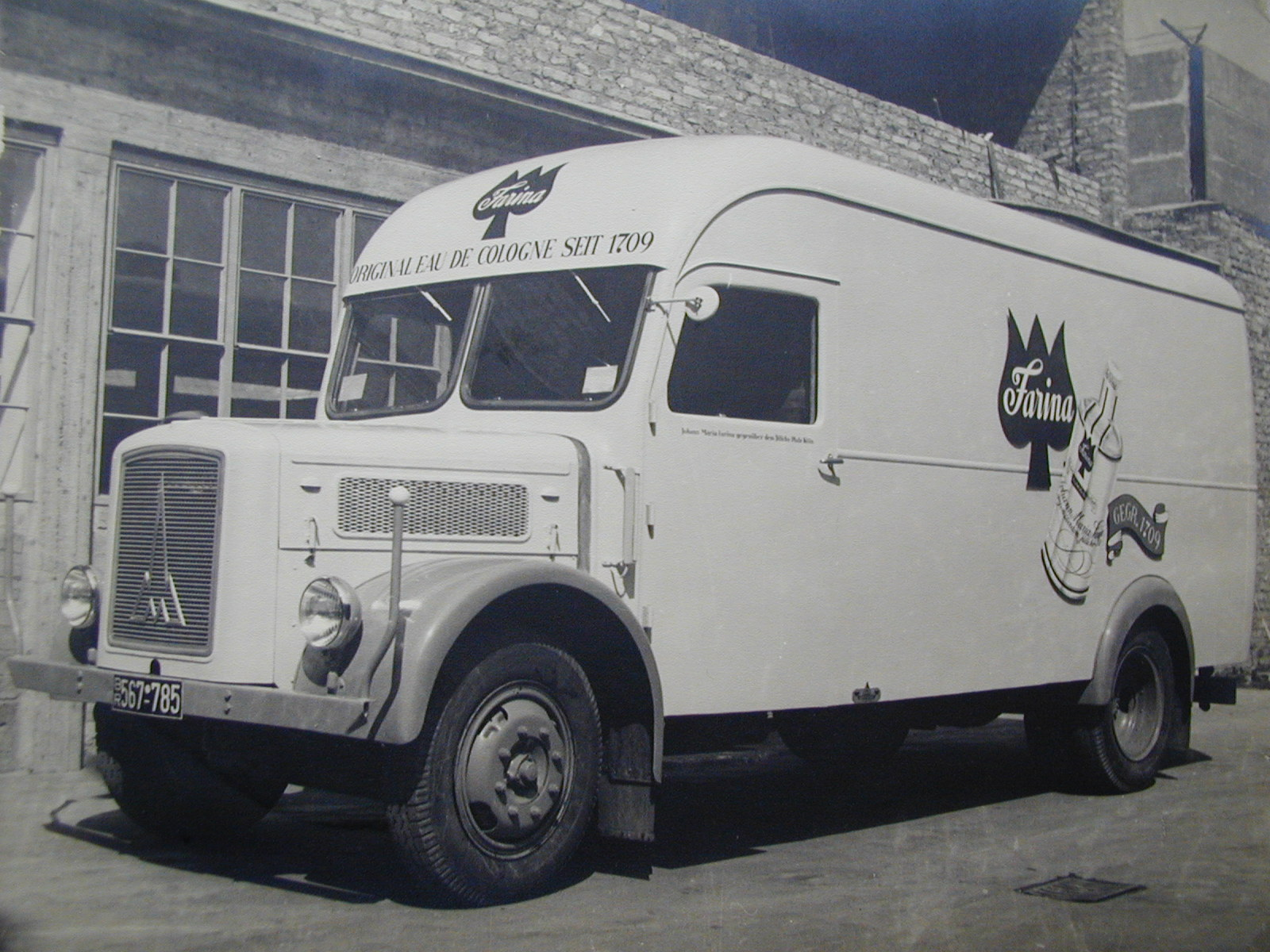
Historischer Farina-Lkw von Magirus-Deutz aus dem Jahre 1952

## Berühmte Benutzer und Kunden
- 1734: König Friedrich Wilhelm I. von Preußen (Soldatenkönig)
- 1736: Kurfürst Clemens August I. von Bayern
- 1738: Kaiser Karl VI.
- 1740: Kaiserin Maria Theresia von Österreich
- 1745: König Ludwig XV. von Frankreich; König Friedrich II. von Preußen (Friedrich der Große; Alter Fritz); Voltaire
- 1758: König Ferdinand VI. von Spanien
- 1782: Wolfgang Amadeus Mozart
- 1791: König Stanislaus II. von Polen
- 1797: Königin Louise von Preußen
- 1799: Friedrich Schiller
- 1800: König Gustav IV. von Schweden
- 1802: Johann Wolfgang von Goethe
- 1804: Kaiser Napoléon I. von Frankreich
- 1806: Erzherzog Anton Viktor von Österreich
- 1807: Ludwig van Beethoven
- 1809: Caroline, Königin von Neapel
- 1810: Pauline, Fürstin Borghese, Letizia Buonaparte, Jérôme König von Westfalen,
- 1811: Kaiserin Marie-Louise von Frankreich; Kaiser Franz I. von Österreich; Hermann Graf von Pückler; Elise, Großherzögin der Toscana
- 1815: Zar Alexander I. von Russland; Alexander von Humboldt; Fürst Clemens von Metternich
- 1822: Kaiser Peter I. von Brasilien
- 1824: Heinrich Heine
- 1830: König Wilhelm IV. von Großbritannien, Irland und Hannover
- 1837: Victoria, Königin von Großbritannien und Irland
- 1841: König Friedrich Wilhelm IV. von Preußen
- 1843: Zar Nikolaus I. von Russland; Paul Alexander Leopold Fürst zur Lippe
- 1845: Heinrich, Herzog von Anhalt
- 1846: König Ernst August I. von Hannover; Adolph, Herzog von Nassau
- 1847: König Christian VIII. von Dänemark und Norwegen
- 1848: Erich Freund, Herzog von Sachsen-Meiningen
- 1850: König Friedrich August II. von Sachsen; König Friedrich VII. von Dänemark
- 1855: Zar Alexander II. von Russland; König Johann von Sachsen; Karl Alexander, Großherzog von Sachsen Weimar
- 1859: Georg Friedrich Karl, Großherzog von Mecklenburg Strelitz
- 1862: Friedrich Wilhelm, Großherzog von Mecklenburg Strelitz
- 1863: Albert Eduard, Prince of Wales
- 1866: König Ludwig von Portugal; Ludwig III., Großherzog von Hessen
- 1868: Kaiser Napoléon III. von Frankreich; König Karl I. von Württemberg; Graf Benjamin Disraeli von Beaconsfield; Friedrich, Großherzog von Baden; Friedrich Wilhelm, Kronprinz von Preußen
- 1870: Alexandra, Princess of Wales
- 1871: Kaiser Wilhelm I.
- 1872: König Ludwig II. von Bayern (Märchenkönig)
- 1872: Kaiser Franz Joseph I. von Österreich, König von Ungarn; Kaiserin Elisabeth von Österreich, Königin von Ungarn (Sissi)
- 1873: König Leopold III. von Belgien; König Albert von Sachsen
- 1874: König Oskar II. von Schweden; Victoria, Kronprinzessin von Preußen
- 1876: König Viktor Emanuel II. von Italien
- 1877: König Christian IX. von Dänemark; Mark Twain; Margaretha, Kronprinzessin von Italien; Amadeus, Herzog von Aosta
- 1878: König Umberto I. von Italien
- 1879: Ludwig IV., Großherzog von Hessen
- 1880: König Wilhelm III. der Niederlande
- 1881: König Karl I. von Rumänien
- 1882: Friedrich Franz II., Großherzog von Mecklenburg Schwerin
- 1888: Kaiser Friedrich III.; Kaiser Wilhelm II.; Mori Ōgai
- 1889: Oscar Wilde
- 1894: König Otto I. von Bayern
- 1901: Kaiser Eduard VII. von Indien, König von Großbritannien und Irland
- 1910: Kaiser Georg V. von Indien, König von Großbritannien und Irland
- 1921: Thomas Mann
- 1925: Franz Lehár
- 1927: König Gustav V. von Schweden
- 1928: Konrad Adenauer
- 1935: Marlene Dietrich
- 1939: Heinz Rühmann
- 1951: Kaiserin Soraya von Persien
- 1959: Indira Gandhi; Romy Schneider
- 1964: Françoise Sagan
- 1970: Hildegard Knef
- 1987: Diana, Princess of Wales
- 1999: Bill Clinton